# Eberhard Ackerknecht
Eberhard Ludwig August Ackerknecht (* 11. Juni 1883 in Baiersbronn; † 2. Oktober 1968 in Zürich) war ein deutscher, ab 1924 Schweizer Veterinäranatom. Er vertrat an seinen vier Wirkungsstätten die neue funktionelle Sichtweise mit tierärztlichem Praxisbezug und betrachtete Lehre und Forschung als gleichwertig. Er war Erstbeschreiber des nach ihm benannten Ackerknecht-Organs (Organon orobasale)  sowie einer der Pioniere der Zürcher Volkshochschule. Ackerknecht setzte sich mit seinen Kursen zum Wesen der Haustiere für ein besseres Verständnis derselben ein. Seit 2002 verleiht die Veterinärmedizinische Fakultät der Universität Leipzig jährlich den nach ihm benannten Ackerknecht-Preis für hervorragende Leistungen in der Lehre.

## Leben
Ackerknecht wurde als Sohn des Gymnasiallehrers Julius Ackerknecht (1856–1932) und seiner Frau Sophie, geb. Henes (1857–1932), geboren. Sein Bruder Erwin Ackerknecht (1880–1960) war Literaturprofessor und Direktor des Schiller-Nationalmuseums Marbach am Neckar, sein Neffe der Medizinhistoriker und Professor Erwin Heinz Ackerknecht (1906–1988).
Nach seinem Abitur am humanistischen Karls-Gymnasium in Stuttgart studierte Ackerknecht von 1902 bis 1906 Tiermedizin an der damaligen Tierärztlichen Hochschule in Stuttgart. Ab seiner Approbation als Tierarzt im Jahre 1906 war er Assistent am Pathologischen Institut dieser Hochschule. 1909 absolvierte er das Kreisexamen (Oberamtstierarzt) und war von 1910 bis 1911 Mitarbeiter am Medizinalkollegium in Stuttgart. Nach seiner Promotion in Stuttgart war er ab 1911 Prosektor an der Universität Zürich, 1914 wurde er Privatdozent, 1921 Titularprofessor und 1925 schließlich ordentlicher Professor und Institutsdirektor in Zürich. 1933 wurde er zum Nachfolger des bedeutenden Veterinäranatomen Hermann Baum als Professor und Direktor des Veterinär-Anatomischen Instituts der Universität Leipzig berufen, damals eine der führenden Fakultäten. Im November 1933 unterzeichnete er das Bekenntnis der deutschen Professoren zu Adolf Hitler.
Nach dem Krieg wurde er von den Amerikanern zur Mithilfe bei der Entnazifizierung beigezogen, ging aber wegen des Übergangs Leipzigs zur Sowjetischen Besatzungszone als Auslandschweizer nach Zürich. Von 1945 bis 1949 arbeitete er teilzeitig als Redakteur am „Schweizer Lexikon“ und dozierte an der Zürcher Volkshochschule. Von 1949 bis 1951 bekam er einen Lehrauftrag an der Universität München, 1951 eine Gastprofessur an der Freien Universität Berlin. Ab 1952 war er ordentlicher Professor und Direktor des Veterinäranatomischen Instituts. Mit seiner Emeritierung 1955 kehrte Ackerknecht in die Schweiz zurück.
Ackerknecht war 1919 Mitbegründer und während 18 Jahren beliebter Dozent der Volkshochschule des Kantons Zürich.
Er war seit 1929 verheiratet mit Katharina (Käthe) geb. Müller und hatte zwei Söhne und zwei Töchter. Er fand auf dem Friedhof Witikon seine letzte Ruhestätte.

## Leistungen
Ackerknecht war 1912 der Erstbeschreiber des später nach ihm benannten Ackerknecht-Organs (Organum orobasale), einer rudimentären Mundbodendrüse vieler Säuger. Er verfasste zahlreiche Beiträge zur vergleichenden und funktionellen oder pathologischen Anatomie der Haustiere. Er war Mitautor des erneuerten Handbuchs der vergleichenden Anatomie der Haustiere, das 1943 in der 18. Auflage erschien. Es galt lange Zeit als Standardwerk und wurde noch bis 1985 gedruckt sowie in andere Sprachen übersetzt. Ackerknecht betreute 73 Dissertationen und zwei Habilitationen sowie über 200 Arbeiten mit denjenigen an den Instituten unter seiner Leitung.
Ackerknecht betrachtete Forschung und Ausbildung als gleichwertig und beschäftigte sich intensiv mit Fragen der Didaktik im anatomischen Unterricht aus funktioneller und vergleichender Sichtweise mit tierärztlichem Praxisbezug, was sich ebenfalls in der Fachliteratur niederschlug. Er entwickelte die sogenannte „Formalinkuh“, ein stehend mit Formalin fixiertes Hausrind, als anatomisches, lebensnahes Demonstrationsobjekt. Ackerknecht war ein begabter und humorvoller Lehrer und verwendete sich für die Anliegen der Studenten. Die Veterinärmedizinische Fakultät der Universität Leipzig führte 2002 den Ackerknecht-Preis für hervorragende Lehre ein, der jährlich, auf Vorschlag der Studierenden, an den besten akademischen Lehrer der Fakultät vergeben wird.
An der Volkshochschule des Kantons Zürich waren seine Kurse zum Wesen der Haustiere und zu deren Verständnis sowie über die Bedeutung ihrer Krankheiten für den Menschen sehr erfolgreich.
1953 wurde ihm der Ehrendoktortitel der Medizinischen Fakultät der Freien Universität Berlin, 1964 das Große Verdienstkreuz des Verdienstordens der Bundesrepublik Deutschland verliehen.
Ackerknecht war Mitglied und Ehrenmitglied zahlreicher wissenschaftlicher Gesellschaften, u. a. der Sächsischen Akademie der Wissenschaften, der Deutschen Akademie der Naturforscher Leopoldina zu Halle (seit 1940), der Weltvereinigung der Veterinäranatomen und der Naturforschenden Gesellschaft Schaffhausen (CH).
Gemäß Bestattungs- und Friedhofamt der Stadt Zürich wird sein Grab unter den Prominentengräbern (Friedhof Zürich-Witikon) aufgeführt. Der Nachlass wird von der Schweizerischen Vereinigung für Geschichte der Veterinärmedizin (Gesellschaft Schweizerischer Tierärzte) betreut und befindet sich in Basel und Zürich (Museum zur Geschichte der Veterinärmedizin).

## Werke
Nebst zahlreichen Beiträgen zur Fachliteratur ist besonders bekannt das
Handbuch der vergleichenden Anatomie der Haustiere (Ellenberger/Baum), gemeinsam verfasst mit Otto Zietzschmann und Hugo Grau, 18. Auflage, Springer Berlin, Heidelberg, New York, 1943, 4 Reprints bis 1985. (ISBN 3-540-06717-5 / ISBN 0-387-06717-5)

## Einzelbelege
1. ↑  Mitgliedseintrag von Eberhard Ackerknecht (mit Bild) bei der Deutschen Akademie der Naturforscher Leopoldina, abgerufen am 1. Oktober 2022.

| Personendaten    | Personendaten                                            |
| ---------------- | -------------------------------------------------------- |
| NAME             | Ackerknecht, Eberhard                                    |
| ALTERNATIVNAMEN  | Ackerknecht, Eberhard Ludwig August (vollständiger Name) |
| KURZBESCHREIBUNG | deutsch-schweizerischer Veterinär                        |
| GEBURTSDATUM     | 11. Juni 1883                                            |
| GEBURTSORT       | Baiersbronn                                              |
| STERBEDATUM      | 2. Oktober 1968                                          |
| STERBEORT        | Zürich                                                   |